# 空手形
空手形（からてがた）とは経済学用語の一つ。経済活動において、実際に商取引が行われていなかったというのに相互に振り出されていたという手形。また架空の名前を使って振り出しや引き出しをしていたという手形のことも言う。空手形とされているような手形には支払い資金の裏づけが不十分であり、実際に支払われないと想定されているということが特徴。社会においては、政治家などといった要人による公約が、有言実行されていない事を空手形と言うことがある。